# Бовезька діоцезія

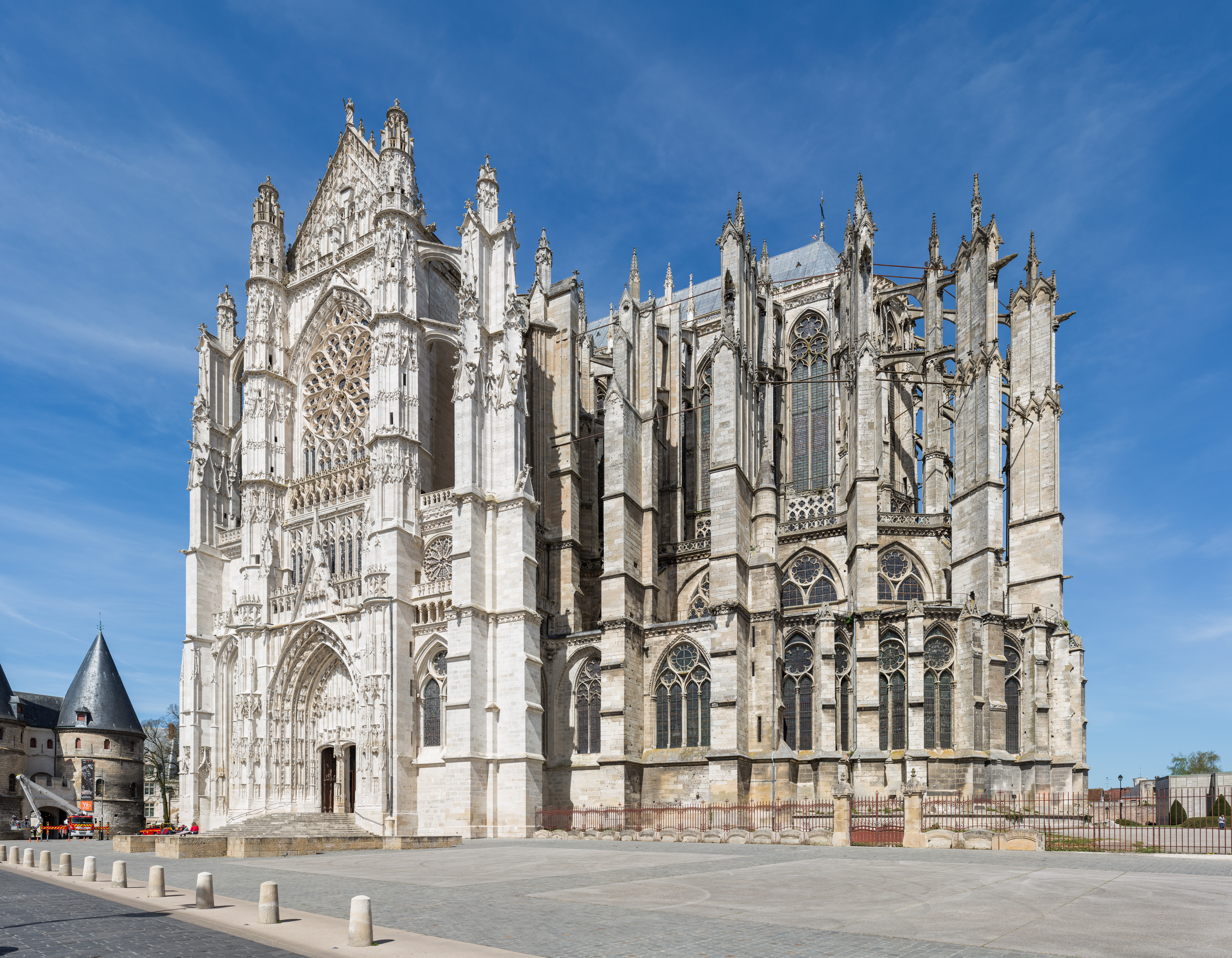
Бовеський собор

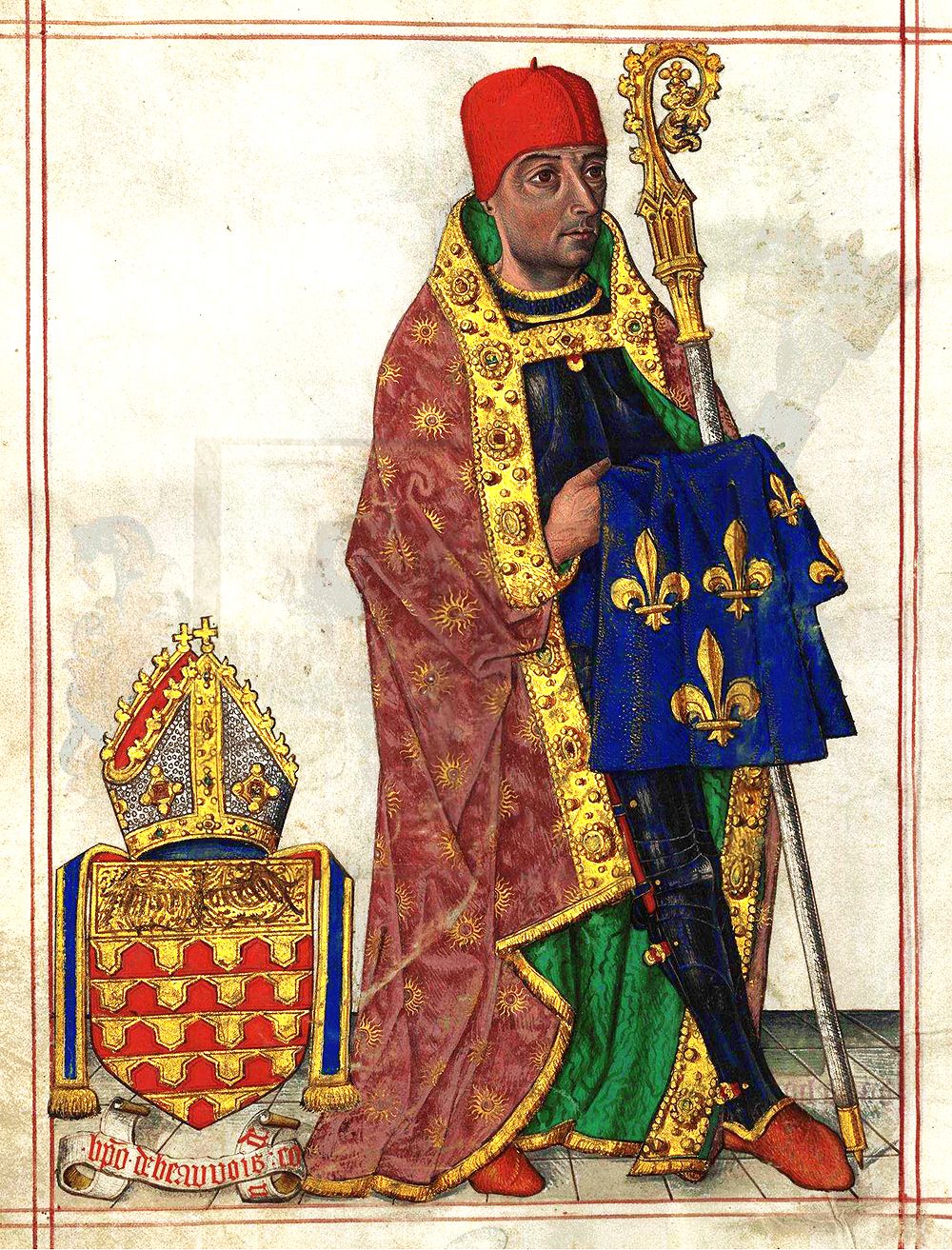
Бовеський єпископ з мантією (Livro do Armeiro-Mor, 1509)

Бове́зька діоце́зія (лат. Dioecesis Bellovacensis; фр. Diocèse de Beauvais) — єпископство (діоцезія) Римо-Католицької Церкви у Франції, в Пікардії, з центром у місті Бове. За переказом, заснована святим Лукіаном Бельгійським в ІІІ столітті. Головним храмом є Бовезький кафедральний собор Святого Петра. Очолювалася єпископами Бовезькими, що з 1015 року одночасно мали титул графів Бовезьких і були перами Франції; брали участь у церемонії коронації французького короля, несучи королівську мантію. Першим єпископом вважається Лукіан. Фактично припинила існування 1790 року внаслідок Французької революції, згідно з Цивільним устроєм духовенства. Інкорпорована до складу департаменту Уаза. 1802 року увійшла до складу Ам'єнської діоцезії, але 1822 року відновлена. 1851 року розширена за рахунок приєднання теренів колишніх єпископств Нуайону й Санлісу; стала називатися Бове-Нуайон-Санліська діоцезія (лат. Dioecesis Bellovacensis, Noviomensis et Silvanectensis; фр. Diocèse de Beauvais, Noyon et Senlis). Єпископ Бове, Нуайрна і Санліса є суфраганом Реймського архієпископа. Інша назва — Бовезьке єпископство.

## Єпископи
- до 290: Лукіан Бельгійський
- 1149—1162: Генріх Французький
- 1679—1713: Туссен де Форбен-Жансон

### Довідники
- Gams, Pius Bonifatius (1873). Series episcoporum Ecclesiae catholicae: quotquot innotuerunt a beato Petro apostolo. Ratisbon: Typis et Sumptibus Georgii Josephi Manz. Архів оригіналу за 19 травня 2020. Процитовано 4 вересня 2017. pp. 510–512. (Use with caution; obsolete)
- Eubel, Conradus (ed.) (1913). Hierarchia catholica, Tomus 1 (вид. second). Münster: Libreria Regensbergiana.  (in Latin) p. 132.
- Eubel, Conradus (ed.) (1914). Hierarchia catholica, Tomus 2 (вид. second). Münster: Libreria Regensbergiana. (in Latin) p. 104.
- Eubel, Conradus (ed.); Gulik, Guilelmus (1923). Hierarchia catholica, Tomus 3 (вид. second). Münster: Libreria Regensbergiana. p. 131.
- Gauchat, Patritius (Patrice) (1935). Hierarchia catholica  IV (1592-1667). Münster: Libraria Regensbergiana. Процитовано 6 липня 2016. p. 113.
- Ritzler, Remigius; Sefrin, Pirminus (1952). Hierarchia catholica medii et recentis aevi  V (1667-1730). Patavii: Messagero di S. Antonio. Процитовано 6 липня 2016. p. 117.
- Ritzler, Remigius; Sefrin, Pirminus (1958). Hierarchia catholica medii et recentis aevi  VI (1730-1799). Patavii: Messagero di S. Antonio. Процитовано 6 липня 2016. p. 119.
- Ritzler, Remigius; Sefrin, Pirminus (1968). Hierarchia Catholica medii et recentioris aevi sive summorum pontificum, S. R. E. cardinalium, ecclesiarum antistitum series... A pontificatu Pii PP. VII (1800) usque ad pontificatum Gregorii PP. XVI (1846) (Latin) . Т. Volume VII. Monasterii: Libr. Regensburgiana. Архів оригіналу за 19 травня 2020. Процитовано 4 вересня 2017. {{cite book}}: |volume= має зайвий текст (довідка)
- Remigius Ritzler; Pirminus Sefrin (1978). Hierarchia catholica Medii et recentioris aevi... A Pontificatu PII PP. IX (1846) usque ad Pontificatum Leonis PP. XIII (1903) (Latin) . Т. Volume VIII. Il Messaggero di S. Antonio. Архів оригіналу за 18 травня 2020. Процитовано 4 вересня 2017. {{cite book}}: |volume= має зайвий текст (довідка)
- Pięta, Zenon (2002). Hierarchia catholica medii et recentioris aevi...  A pontificatu Pii PP. X (1903) usque ad pontificatum Benedictii PP. XV (1922) (Latin) . Т. Volume IX. Padua: Messagero di San Antonio. ISBN 978-88-250-1000-8. Архів оригіналу за 18 травня 2020. Процитовано 4 вересня 2017. {{cite book}}: |volume= має зайвий текст (довідка)

### Дослідження
- Delettre, André (1843). Histoire du Diocèse de Beauvais, depuis son établissement au 3me siècle jusqu'au 2 septembre 1792 (French) . Beauvais: Desjardins. Архів оригіналу за 9 квітня 2022. Процитовано 4 вересня 2017.
- Jean, Armand (1891). Les évêques et les archevêques de France depuis 1682 jusqu'à 1801 (French) . Paris: A. Picard. с. 454—458. Архів оригіналу за 3 квітня 2022. Процитовано 4 вересня 2017.
- Pisani, Paul (1907). Répertoire biographique de l'épiscopat constitutionnel (1791-1802) (French) . Paris: A. Picard et fils. Архів оригіналу за 23 грудня 2016. Процитовано 4 вересня 2017.
- Sainte-Marthe, Denis de (1751). Gallia Christiana: In Provincias Ecclesiasticas Distributa...  De provincia Remensi, ejusque metropoli ac suffraganeis, Suessionensi, Laudunensi, Bellovacensi, Catalaunensi ac Noviomensi ecclesiis. 9 (Latin) . Т. Tomus nonus (IX). Paris: Typographia Regia. с. 691—855. Архів оригіналу за 9 квітня 2022. Процитовано 4 вересня 2017.
- Société bibliographique (France) (1907). L'épiscopat français depuis le Concordat jusqu'à la Séparation (1802-1905). Paris: Librairie des Saints-Pères. с. 346—350. Архів оригіналу за 7 січня 2020. Процитовано 4 вересня 2017.